# John Pybus
Percy John Pybus, 1er baronnet, (25 janvier 1880-23 octobre 1935) est un homme politique du Parti libéral britannique.

## Carrière en affaires
Après avoir terminé un apprentissage d'ingénieur, John Pybus rejoint les ingénieurs électriciens Phoenix Dynamo Manufacturing Company à l'âge de 26 ans. Pendant la Première Guerre mondiale, il est nommé directeur général. Phoenix devient un élément majeur de la fusion des entreprises nommées English Electric en 1918 et Pybus devient directeur général conjoint avec deux autres. Il est nommé directeur général d'English Electric en mars 1921  et président en avril 1926 . Il est membre de nombreux conseils d'administration, dont le journal The Times, et président de plusieurs autres dont Phoenix Assurance .
En octobre 1928, il est choisi comme candidat libéral pour la circonscription d'Harwich . Il est resté directeur de English Electric.

## Parlement
Pybus est élu pour la première fois aux Élections générales britanniques de 1929, en tant que député libéral d'Harwich dans l'Essex .
En 1931, lorsque le Premier ministre travailliste Ramsay MacDonald divise le parti et forme un gouvernement national, Pybus est l'un des députés libéraux à recevoir un poste ministériel, mais il est ensuite parti pour aider à former le parti national libéral dissident. Réélu à Harwich aux élections générales de 1931 en tant que national libéral, Pybus est ministre des Transports de 1931 à 1933.
Créé Commandeur de l'Empire britannique en 1917, il est fait baronnet de Harwich dans le comté d'Essex en janvier 1934 et meurt le 23 octobre 1935, quelques semaines seulement avant les élections générales de 1935. Son titre s'est éteint à sa mort .